# 김진석 (강원도의원)
김진석(金眞奭, 1964년 11월 21일 ~ )은 대한민국의 제10대 강원도의원이며, 제3·5대 강원도 평창군의원이다.

## 학력
- 횡계국민학교 졸업
- 도암중학교 졸업
- 강릉상업고등학교 졸업
- 서울사이버대학교 경영학과 재학

## 경력
- 평창군 자율방범 연합회장
- 도암면 번영회 운영위원
- 평창경찰서 행정발전위원
- 전국스키연합회 상임이사
- 민주평화통일자문회의 정책자문위원
- 평창군 축구 협회장
- 대관령 눈꽃축제위원장
- 1998.07 ~ 2002.06 제3대 강원도 평창군의회 의원
- 1998.07 ~ 2000.07 제3대 강원도 평창군의회 전반기 조례심사특별위원회 위원
- 1998.07 ~ 2000.07 제3대 강원도 평창군의회 전반기 예산결산특별위원회 위원
- 2000.07 ~ 2002.06 제3대 강원도 평창군의회 후반기 조례심사특별위원회 위원장
- 2000.07 ~ 2002.06 제3대 강원도 평창군의회 후반기 예산결산특별위원회 위원장
- 2006.07 ~ 2010.06 제5대 강원도 평창군의회 의원
- 2006.07 ~ 2008.07 제5대 강원도 평창군의회 전반기 조례심사특별위원회 위원
- 2006.07 ~ 2008.07 제5대 강원도 평창군의회 전반기 예산결산특별위원회 위원
- 2007.09 ~ 2009.10 제5대 강원도 평창군의회 공유재산관리계획심사특별위원회 위원
- 2007 2014년 동계올림픽 평창군 유치위원회 상임위원
- 2008.07 ~ 2010.06 제5대 강원도 평창군의회 후반기 조례심사특별위원회 위원
- 2008.07 ~ 2010.06 제5대 강원도 평창군의회 후반기 예산결산특별위원회 위원장
- 2009.06 ~ 2009.06 2018년 평창동계올림픽 유치지원특별위원회 위원장
- 2018.07 ~ 2022.06 제10대 강원도의회 의원
- 2018.07 ~ 2020.07 제10대 강원도의회 전반기 농림수산위원회 위원
- 2018.07 ~ 2020.07 제10대 강원도의회 전반기 예산결산특별위원회 위원
- 2020.07 ~ 2022.06 제10대 강원도의회 후반기 사회문화위원회 위원
- 2020.07 ~ 2022.06 제10대 강원도의회 후반기 의회운영위원회 위원장

## 역대 선거 결과
|  | 36.21% |

|  | 48.29% |

|  | 15.67% |

|  | 14.23% |

|  | 0% |

|  | 53.12% |

|  | 41.63% |